# Zero Tolerance (Chuck Schuldiner)
Zero Tolerance è la prima raccolta pubblicata nel 2004 dalla Karmageddon Media sotto il nome di Chuck Schuldiner. Nel disco sono ascoltabili tracce che sarebbero state incluse nel secondo album dei Control Denied, oltre a varie tracce risalenti ai primi demo dei Death.

## Tracce
1. Track 1 – 8:57
2. Track 2 – 6:57
3. Track 3 – 7:33
4. Track 4 – 7:09
5. Infernal Death – 3:01
6. Baptized in Blood – 4:47
7. Archangel – 3:21
8. Land of No Return – 3:09
9. Zombie Ritual – 4:49
10. Mutilation – 3:36